# Autotraduction
L’autotraduction littéraire est une forme particulière de traduction dans laquelle le traducteur est aussi l’auteur du texte original.
Comme dans le cas de la traduction non auctoriale, le terme autotraduction peut désigner le processus de traduction de ses propres textes dans une autre langue ou bien au résultat de cette opération.
La pratique de l’autotraduction a attiré l'attention critique surtout dès le début de ce siècle, à la suite de l’investigation intensive dans le domaine de la traduction non auctoriale au cours du XXe siècle.
L’autotraduction littéraire a été reconnue comme une branche spéciale de la traductologie au moins dès la publication de la première édition de la Routledge Encyclopedia of Translation Studies en 1998.

## Histoire
Dans les sociétés et littératures occidentales la tradition des textes bilingues (ou même multilingues) remonte au moins au Moyen Âge. Les textes autotraduits étaient très fréquents dans le monde multilingue de la littérature médiévale et des premiers temps modernes, surtout comme une sorte de pont entre le latin des érudits et les langues vernaculaires parlées dans les diverses régions de l’Europe.
Plus tard, la tradition de l’autotraduction continua dans les cercles élitaires, mais elle tendait à disparaître pendant la longue période du monolinguisme nationaliste favorisé par les nouveaux états-nations, pour recevoir enfin force nouvelle dans la période postcoloniale.

## Types d’autotraduction
- L’autotraduction peut se produire grâce à une activité régulière de l’auteur ou bien grâce à une activité tout à fait sporadique, qui peut dériver d’une variété de causes. Ce dernier cas est représenté, par exemple, par James Joyce, qui autotraduisit en italien deux passages de son « Work in Progress » (ensuite intitulé « Finnegans Wake »)[2]. Autres cas en question sont l’autotraduction de Stefan George et de Rainer Maria Rilke[3].

- L’autotraduction peut se produire grâce à un processus dans lequel la langue maternelle ou bien une langue acquise est la langue source, de manière que la langue cible change en conséquence. Ce dernier cas est représenté par certains poètes belges de la période entre les deux guerres mondiales (par exemple Roger Avermaete et Camille Melloy), qui autotraduisirent leurs textes en flamand peu de temps après avoir conclu les originaux dans la langue française acquise mais parfaitement maîtrisée[4].

- L’autotraduction peut se produire quelque temps après que l’original a été terminé ou bien pendant le processus de création, de manière que les deux versions se développent presque simultanément et s'influencent mutuellement. Ces deux types sont parfois appelés « autotraduction consécutive » et « autotraduction simultanée »[5].

- L’autotraduction peut aussi impliquer plus qu'une langue cible, qu'elle soit native ou acquise. Tel est le cas d’écrivains comme Fausto Cercignani[6], Alejandro Saravia[7] et Luigi Donato Ventura[8].

## Facteurs qui favorisent l’autotraduction
- Le caractère élitaire d’une langue spécifique peut favoriser l’autotraduction de cette langue dans une langue locale, par exemple du Latin dans une langue vernaculaire pendant le Moyen Âge et les premiers temps modernes[9].

- La domination culturelle d’une langue spécifique dans une société multilingue peut favoriser l’autotraduction d’une langue minoritaire dans la langue dominante[10].

- La domination culturelle de la langue nationale peut favoriser l’autotraduction d’un dialecte local[11].

- La domination culturelle d’une langue spécifique dans le contexte international peut favoriser l’autotraduction d’une langue nationale dans une langue reconnue internationalement comme l’anglais. Mais l’anglais comme langue cible est plus fréquent dans les cas où l’auteur migre vers un pays anglophone[12].

- Un bilinguisme parfait ou presque parfait peut favoriser l’autotraduction dans les deux directions, quelles que soient les considérations liées au marché.

- L’insatisfaction à l'égard des traductions existantes ou la méfiance envers les traducteurs peut favoriser l’autotraduction, quelles que soient les considérations liées au marché.

## L’autotraduction et la traduction non auctoriale
Quelles que soient les qualités intrinsèques du texte secondaire, les autotraductions sont souvent considérées comme préférables aux traductions non auctoriales. Ceci est dû au fait que « l’écrivain-traducteur est sans aucun doute estimé mieux placé pour retrouver les intentions de l’auteur de l’original qu’un traducteur ordinaire ». S'ils ne sont pas fondés sur les qualités intrinsèques du texte secondaire, les arguments contre l’autotraduction peuvent réfléchir considérations socio-culturelles spécifiques ou bien l’intention d'exprimer des critiques à l'égard de pratiques éditoriales douteuses.